# Schwebheim
Schwebheim là một đô thị ở huyện Schweinfurt bang Bayern, Đức.